# Économie des Tuvalu
 (octobre 2022).
Les Tuvalu font partie des cinq pays les moins avancés (PMA) d'Océanie. La majorité des revenus de l'archipel et de ses habitants sont issus de l'agriculture, même si celle-ci souffre du manque d'altitude et des faibles dimensions des différents atolls. En effet la majorité des îles n'ont que très peu de relief, ce manque d'altitude, combiné avec la montée progressive du niveau de l'océan multiplie le nombre de raz-de-marée. Ces raz-de-marée ont des conséquences désastreuses puisqu'ils provoquent une raréfaction des réserves d’eau potable, une salinisation des terres arables et l’abandon progressif des cultures vivrières. 
Les différentes difficultés rencontrées par le pays l'obligent à avoir recours à l'importation ce qui accentue sa dépendance économique vis-à-vis de l'étranger. De plus, le pays doit faire face à des écarts de revenu importants même si la pauvreté absolue y est rare. Les recettes publiques sont fortement dépendantes de la vente de licence de pêche et l'aide internationale au développement. Le montant de la dette publique représentait 50 % du PIB fin 2011. Le gouvernement tire aussi profit du domaine internet qu'il a initié : .tv.